# توني براون (لاعب دارت)
توني براون (بالإنجليزية: Tony Brown)‏ هو لاعب دارت بريطاني، ولد في 1 أبريل 1945 في دوفر في المملكة المتحدة.

## وصلات خارجية
- توني براون على موقع DartsDatabase.co.uk (الإنجليزية)